# دانشکده علوم طبیعی دانشگاه تبریز
دانشکدهٔ علوم طبیعی یکی از دانشکده‌های دانشگاه تبریز است. این دانشکده در سال ۱۳۷۵ خورشیدی با تقسیم دانشکدهٔ علوم به سه دانشکدهٔ مستقل ریاضی، فیزیک و علوم طبیعی تأسیس و راه‌اندازی گردید. در سال ۱۳۴۸ خورشیدی گروه‌های آموزشی زمین‌شناسی و زیست‌شناسی در دانشکدهٔ علوم ایجاد شدند و این گروه‌های آموزشی پس از تقسیم این دانشکده، به دانشکدهٔ علوم طبیعی ملحق گردیدند. پذیرش دانشجو در این دانشکده هم‌اکنون در مقاطع تحصیلی کارشناسی، کارشناسی ارشد و دکتری صورت می‌گیرد. دانشکدهٔ علوم طبیعی در حال حاضر دارای ۲۹ نفر کارکن بوده و شمار اعضای هیئت علمی آن ۸ نفر می‌باشد.

## امکانات

### آزمایشگاه
آزمایشگاه دانشکدهٔ علوم طبیعی از بخش‌های آموزشی و پژوهشی اکولوژی، بیوشیمی، تاکسونومی جدید، تشریح و ریخت‌شناسی گیاهی، جلبک‌شناسی، سیتوشیمی و مورفوژنز گیاهی، سیستماتیک گیاهی، فیزیولوژی گیاهی و کشت بافت تشکیل یافته‌است. همچنین گروه آموزشی علوم جانوری دارای ۷ آزمایشگاه مجهز به نام‌های آزمایشگاه بیوشیمی، آزمایشگاه جانورشناسی، آزمایشگاه رادیوبیولوژی، آزمایشگاه زیست‌ابزاری، آزمایشگاه ژنتیک، آزمایشگاه سیتولوژی و آزمایشگاه فیزیولوژی جانوری است.

### کتابخانه
دانشکدهٔ علوم طبیعی دارای کتابخانه‌ای با زیربنای ۴۷۸ متر مربع شامل تالار مطالعه، خدمات فنی، نشریات، مرجع و … است. این کتابخانه دارای ۵۴۵۰ عنوان کتاب می‌باشد که از این تعداد ۳۹۹۵ عنوان لاتین و ۱۴۵۵ عنوان فارسی هستند. همچنین در کتابخانهٔ دانشکدهٔ علوم طبیعی ۳۱۶ عنوان نشریه وجود دارد که از این تعداد ۲۱۰ عنوان را نشریه‌های لاتین و ۱۰۶ عنوان را نشریه‌های فارسی شامل می‌شوند. ۱۵۹ عنوان پایان‌نامهٔ کارشناسی ارشد نیز در این کتابخانه موجود است.

## گروه‌های آموزشی
دانشکدهٔ علوم طبیعی هم‌اکنون در ۳ گروه آموزشی دانشجو می‌پذیرد:
- گروه آموزشی زمین‌شناسی
- گروه آموزشی علوم جانوری
- گروه علوم گیاهی